# Sophie Oluwole
Sophie Bosede Oluwole (12 de mayo de 1935 – 23 de diciembre de 2018) fue una filósofa africana. Oluwole fue la primera mujer en obtener un título de doctorado en Filosofía en Nigeria. Fue una practicante  de filosofía Yoruba, una filosofía que proviene de un grupo étnico localizado en Nigeria. Se manifestó abiertamente sobre la función de mujeres en filosofía, y la representación desproporcionada de pensadores africanos en educación.

## Vida y trabajo
Sophie Bosede Oluwole nació el 12 de mayo de 1935, hija de padres Edo. También tenía ascendencia Nupe, ya que su bisabuelo era Tapa, palabra Yoruba para la gente Nupe. Creció Estado de Ekiti. Estuvo en la escuela en Ife, y era crítica del sistema de educación en 1940, donde ya hablaba de que las perspectivas de carrera de una mujer no "eran su ambición, sino la ambición de sus padres." En una entrevista con Jesusegun Alagbe, un periodista para The PUNCH Newspapers, Oluwole describe un acontecimiento durante la escuela, en el que la enviaron a un hospital para distribuir alimentos y medicina, y ella se amedrentó por los pacientes desesperadamente enfermos, diciendo "Ese día supe que no iba a ser enfermera."
Estudió historia, geografía y filosofía en UNILAG en Lagos, eligiendo finalmente Filosofía. Después de su titulación, trabajó en UNILAG por un tiempo como conferenciante asistente en 1972, y luego terminó su PhD en filosofía en la Universidad de Ibadán, siendo la primera mujer en obtener el doctorado en Filosofía en Nigeria. Siendo ahora una profesora calificada, Oluwole enseñó Filosofía africana en UNILAG durante seis años entre 2002 y 2008.
Oluwole falleció en la madrugada del 23 de diciembre de 2018, a los 83 años.

## Pensamiento
Las enseñanzas y trabajos de Oluwole son generalmente atribuidos a la escuela de pensamiento filosófico Yoruba, el cual estaba arraigado en las creencias culturales y religiosas (Ifá) de las varias regiones de Yorubaland. Según Oluwole, esta rama de filosofía antecede la tradición occidental, ya que el filósofo africano antiguo Orunmila es previo a Sócrates según su estimación. Estos dos pensadores, que representan los valores de las tradiciones africanas y occidentales, son las dos mayores influencias de Oluwole, y los compara en su libro Sócrates y Orunmila.
En su obra y sus conferencias, mostraba interés por la educación, la mujer y el género, así como el conocimiento indígena, a partir del aprendizaje de las lenguas nativas desde la infancia. Realizó una mezcla de la filosofía occidental, la poesía y la tradición adivinatoria de Ifá. Esto hizo que en un principio se generara una controversia con respecto a su obra, y se le comenzara a denominar de forma despectiva como Mamaláwo, Ìyánífá o, incluso, bruja.
 

En su trabajo, también desafió el pensamiento occidental sobre África. Ella misma señaló en una entrevista:
Dijeron que los africanos no podían pensar (...) que no éramos pensadores, que éramos primitivos. Me sentí desafiada y dije que iba a averiguar si realmente no podíamos pensar. Quería demostrarles que estaban equivocados. 

## Trabajos
- (1992) Witchcraft, Reincarnation and the God-Head (Issues in African Philosophy);
- (1997) Philosophy and Oral Tradition;
- (2014) Socrates and Ọ̀rúnmìlà: Two Patron Saints of Classical Philosophy;
- (2014) African Myths and Legends of Gender (with Akin Sofoluwe).